# KV20
Das altägyptische Grabmal KV 20 im Tal der Könige war das wahrscheinlich erste Hypogäum in der antiken Nekropole. Es gilt heute als ursprüngliche Grabstätte der Pharaonin Hatschepsut und ihres Vaters Thutmosis I., der es durch seinen Architekten Ineni entwerfen ließ. Das Grab wurde im Jahre 1799 am östlichsten Arm des Tales durch die Ägyptische Expedition Napoléon Bonapartes entdeckt. 1817 kartografierte Giovanni Battista Belzoni das Grab, das dann 1825 durch James Burton teilweise freigelegt wurde. Erstmals vollständig und wissenschaftlich ausgegraben wurde KV20 allerdings erst zwischen 1903 und 1904 durch Howard Carter, der die Grabanlage Hatschepsut und deren Vater Thutmosis I. zuschrieb.

## Das Grab in der Antike

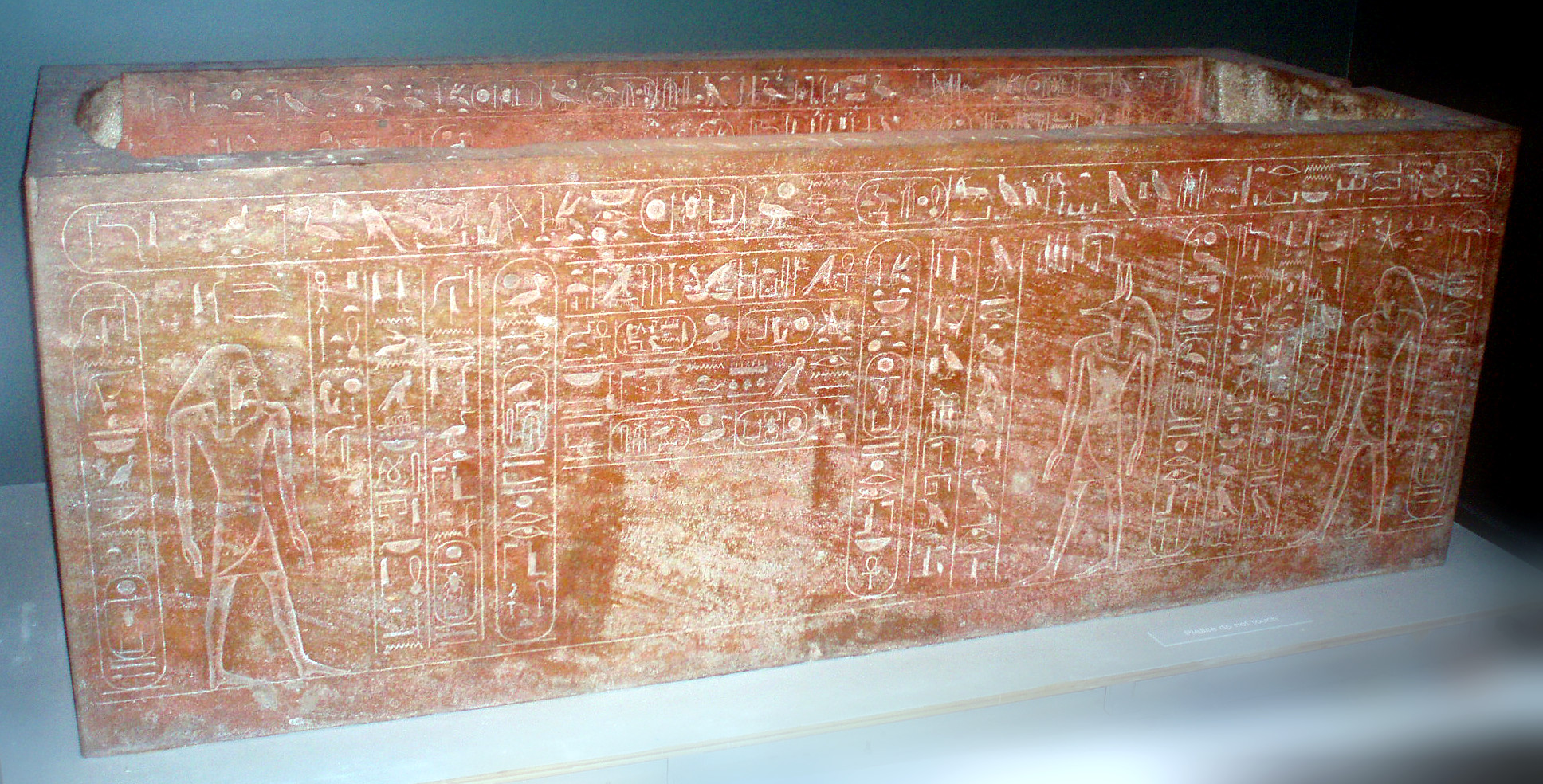
Der für Thutmosis I. umgearbeitete Sarkophag der Hatschepsut (Museum of Fine Arts, Boston)

Carter nahm an, dass das seiner Meinung nach ursprüngliche Grabmal von Thutmosis I. (KV38) zugunsten von KV20 aufgegeben worden sei. Der britische Historiker John Romer zeigte jedoch, dass KV38 jüngeren Datums ist und für eine Erstbestattung Thutmosis I. nicht in Frage kam. Stattdessen wird angenommen, dass zum Zeitpunkt des Todes von Thutmosis I. das Grab nur zu zwei Dritteln ausgeschachtet war und anschließend unter der Herrschaft von Königin Hatschepsut mit einem Abstieg, einem weiteren Korridor einer Grabkammer und drei zusätzlichen Nebenkammern zu einem Doppelgrab ausgebaut wurde.
Die Mumie von Thutmosis I. wurde später unter der Herrschaft von Hatschepsuts Stiefsohn Thutmosis III. womöglich zum Schutz vor Grabräubern nach KV38 umgebettet. Von Hatschepsuts Leichnam konnten in KV20 keine Überreste identifiziert werden, stattdessen wurden im thebanischen Grabmal TT320, der sogenannten „Cachette von Deir el-Bahari“, in einer Kiste mit Hatschepsuts Kartusche eine mumifizierte Leber oder Milz gefunden.

## Architektur und Ausstattung

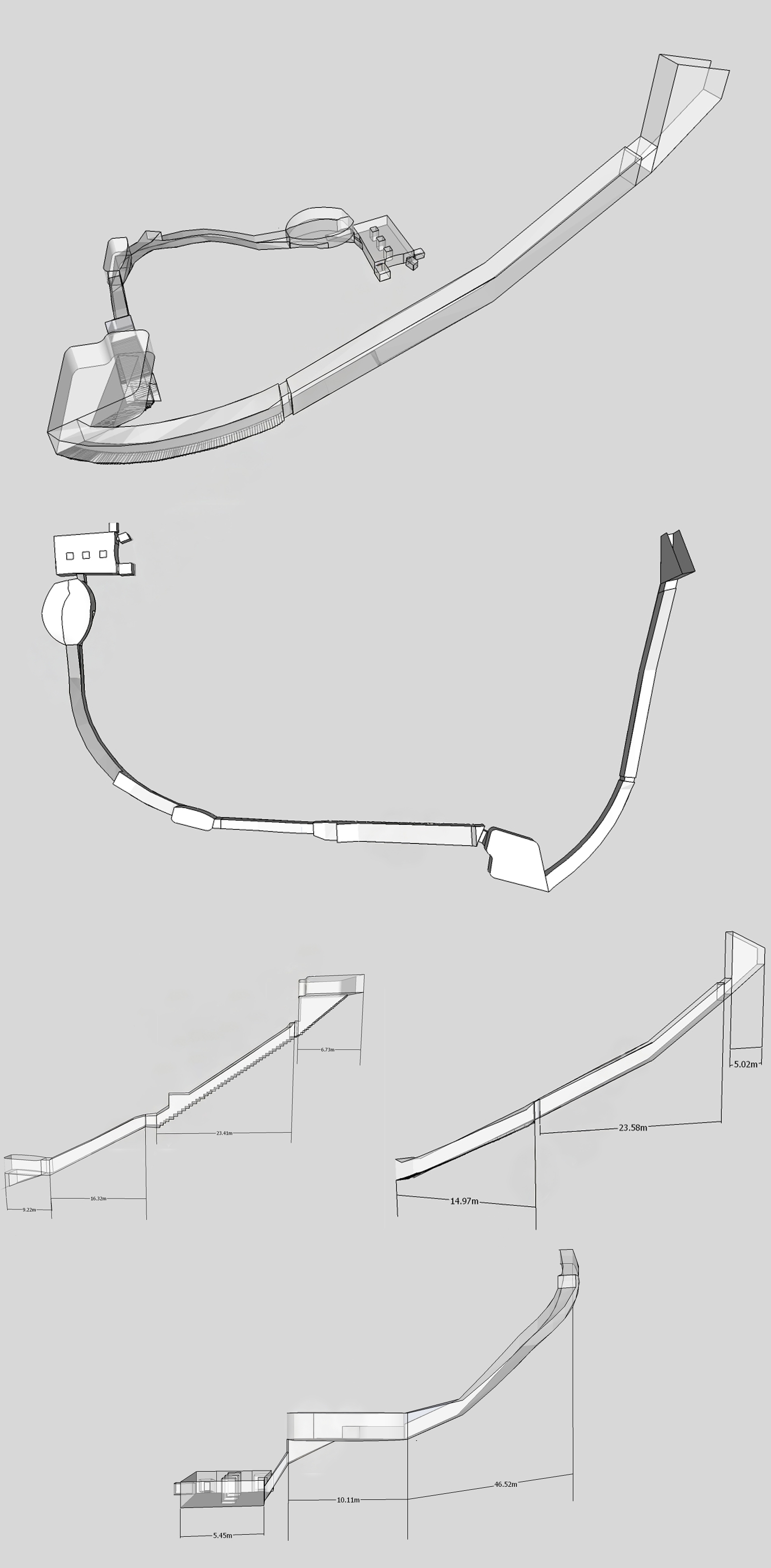
Isometrische Darstellung, Grundriss und Schnittzeichnung des Grabes

Die Grabanlage besitzt einen für die Grabstätten des Tals der Könige ungewöhnlichen Grundriss. So liegt der Zugang in einer schwer zugänglichen 200 Meter hoch gelegenen Felswand, das Grab selbst windet sich im Uhrzeigersinn sehr tief auf einer Gesamtlänge von etwa 210 Metern in den Kalkstein, so dass sich die Grabkammer 97 Meter unterhalb der Erdoberfläche befindet.
Die einachsige Grabanlage orientiert sich zunächst in östlicher Richtung, um dann nach Süden in einen langen Korridor abzuknicken und anschließend in einem Bogen nach Westen in die Grabkammer zu münden. Dieser Verlauf schwächt die Theorie, das Grab sei ursprünglich mit einer unterirdischen Verbindung zu Hatschepsuts Totentempel in Deir el-Bahari konzipiert worden.